# Peruwa
Peruwa va ser un príncep hitita, fill d'Anitta rei de Kushara i Nesa, i net de Pithana. Va viure al segle xviii aC.
El seu nom apareix al costat del nom del seu pare en diversos documents assiris. En els textos trobats a Ankuwa se l'anomena Peruwa, i en els trobats a Nesa, Peruwa-kammaliya. En tots els textos, Anitta és anomenat Ruba'um (governant, rei) o Gran Ruba'um, i Peruwa tenia el títol de rabi simmiltim (literalment 'cap de l'escala') un càrrec d'alt funcionari que també equivalia a hereu del tron. Com que no consta el seu nom com a governant en els textos que han sobreviscut, se suposa que no va arribar a regnar.